# Le Temps d'un été (film, 2007)
Pour les articles homonymes, voir Le Temps d'un été.
Pour plus de détails, voir Fiche technique et Distribution.
Le Temps d'un été ou Crépuscule au Québec (titre original : Evening) est un film américain réalisé par Lajos Koltai d'après le roman éponyme de Susan Minot, sorti en salles en 2007 aux États-Unis et directement en vidéo en 2009 en France.
Il raconte l'histoire d'une femme mourante se souvenant du grand amour de sa vie et confrontée au chagrin de ses deux filles face à sa mort prochaine et leurs propres soucis.

## Synopsis
Sur son lit d'agonie, Ann Grant raconte à ses deux filles avoir tué quelqu'un avec la complicité d'un certain Harris. Il s'avère - via de longs flash-backs - qu'elle évoque un drame survenu le week-end du mariage huppé de son amie Lila. Pendant la nuit de noces, Buddy, le frère de Lila éconduit par Ann et Harris, trouvait la mort sur la route alors que ceux-ci faisaient l'amour dans une cabane non loin. 

## Fiche technique
- Titre original : Evening
- Réalisation : Lajos Koltai
- Scénario : Michael Cunningham d'après le roman de Susan Minot
- Production : Jeffrey Sharp
- Photographie : Gyula Pados
- Musique : Jan A.P. Kaczmarek
- Montage : Allyson C. Johnson
- Durée : 117 minutes
- Date de sortie : 2007

## Distribution
- Vanessa Redgrave (VF : Nadine Alari[1], VQ : Élizabeth Chouvalidzé) : Ann Grant Lord
- Claire Danes (VF : Caroline Victoria[1], VQ : Aline Pinsonneault) : Ann, jeune
- Meryl Streep (VF : Frédérique Tirmont[1], VQ : Marie-Andrée Corneille) : Lila Wittenborn Ross
- Mamie Gummer (VF : Olivia Luccioni[1], VQ : Éveline Gélinas) : Lila, jeune
- Toni Collette (VF : Brigitte Berges[1], VQ : Violette Chauveau) : Nina
- Natasha Richardson (VF : Laurence Bréheret[1], VQ : Élise Bertrand) : Constance Lord
- Patrick Wilson (VF : Guillaume Orsat[1], VQ : Patrice Dubois) : Harris Arden
- Hugh Dancy (VF : Denis Laustriat[1], VQ : Gilbert Lachance) : Buddy Wittenborn
- Glenn Close (VF : Évelyne Séléna[1], VQ : Anne Caron) : Mrs. Wittenborn
- Ebon Moss-Bachrach (VF : Jérémy Prévost[1], VQ : Martin Watier) : Luc
- Eileen Atkins (VF : Liliane Patrick[1], VQ : Madeleine Arsenault) : Mrs. Brown

Source et légende : Version française (VF) sur Voxofilm et Version québécoise (VQ) sur Doublage QC

## Autour du film
- Meryl Streep, Toni Collette, Claire Danes, et Eileen Atkins partageaient déjà l'affiche de The Hours, l'adaptation du roman de Michael Cunningham par  Stephen Daldry.
- Parmi les actrices figurent deux paires de mères et filles à l'affiche comme dans la réalité : Meryl Streep et Mamie Gummer, Vanessa Redgrave et Natasha Richardson.
- Claire Danes et Patrick Wilson ont déjà tourné ensemble pour une publicité Gap.
- Patrick Wilson jouait le fils de Meryl Streep dans la série de Mike Nichols : Angels in America.
- Meryl Streep retrouve Glenn Close, quinze ans après La Maison aux esprits.